# تيريزا بيلينغتون غريغ
تيريزا بيلينغتون غريغ (15 أكتوبر 1876-21 أكتوبر 1964) ناشطة بريطانية في حق تصويت المرأة، وساعدت في إنشاء رابطة حرية المرأة في عام 1907. كانت قد تركت منظمةً أخرى لحق تصويت المرأة- الاتحاد الاجتماعي والسياسي للمرأة- لأنها اعتبرت القيادة استبدادية للغاية. عيّنها الاتحاد الاجتماعي والسياسي للمرأة في عام 1904 كمتحدثة متنقلة للمنظمة. كشفت عن لافتة «التصويت للنساء» من معرض السيدات أثناء المناظرة في مجلس العموم في 25 أبريل 1906. ألقي القبض عليها في يونيو 1906، أثناء مشاجرة أمام منزل مستشار الخزانة هيريرتر هينري أسكويث، ونتيجة لذلك كانت أول امرأة تُسجن في سجن هولواي.
أسست جمعية البلياردو النسائية في عام 1931. شملت منشوراتها حركة النضال من أجل حق تصويت المرأة (1911)، والذي تضمن انتقادات لتكتيكات الاقتراع، والمستهلك في الثورة (1912)، الذي استكشف الروابط بين النزعة الاستهلاكية والنسوية. تُحفظ محفوظاتها في مكتبة النساء في كلية لندن للاقتصاد.

## النشأة
ولدت تيريزا ماري بيلينغتون في 15 أكتوبر 1876 في برستون في لانكشر. عملت والدتها هيلين ويلسون، في متجرها الصغير، مع شريكين آخرين، وبدعم من والدها، الذي أدار القسم الأول من متاجر برستون. تزوجت ويلسون بناءً على طلب والدها، من ويليام بيلينغتون، الذي شارك في إدارة المتجر. انتقلت العائلة بعد فشل المشروع إلى بلاكبرن، حيث انضم ويليام بيلينغتون إلى شركة لصناعة السخانات.
تدربت بيلينغتون على صناعة القبعات بعد أن تركت المدرسة في سن الثالثة عشر، إلا أنها أدركت فيما بعد صعوبة إكمالها التعليم إذا بقيت في المنزل، فهربت في سن السابعة عشر. تقربت من جدها للحصول على عمل في المتجر، ولكنه رفض، وجرى الاتفاق ضمن العائلة أن تبقى مع عمها جورج ويلسون وعائلته في مانشستر. تلقت دروسًا ليلية هناك، وتأهلت لتصبح معلمة.
درست في مدرسة للروم الكاثوليك في مانشستر، ومن ثم درست في جامعة مانشستر في أوقات فراغها. كان والدا بيلينغتون من الروم الكاثوليك، لكنها أصبحت لا أدرية عندما كانت مراهقة. انضمت بيلينغتون إلى خدمة مدرسة التعليم المحلية، إذ دفعها اعتراضها على تدريس الكتاب المقدس إلى التفكير في احتجاج رسمي.
واجهت إميلين بانكيرست من خلال لجنة التعليم. أقنعت بانكيرست بيلينغتون بتجنب الاحتجاج، لأن ذلك قد يتعارض مع حصولها على درجتها العلمية، ووجدت لها وظيفةً في مدرسة يهودية. انضمت بيلينغتون في نفس العام إلى حزب العمل المستقل وأصبحت منظِّمة فيه.
أسست في أبريل 1904، فرع مانشستر من رابطة المساواة في الأجور التابعة للاتحاد الوطني للمعلمين وأصبحت سكرتيرة فخرية.

## الاتحاد الاجتماعي والسياسي للمرأة
عُيّنت بيلينغتون من قبل الاتحاد الاجتماعي والسياسي للمرأة كمتحدثة متنقلة للمنظمة في عام 1904. ذهبت إلى لندن كمتحدثة، مع آني كيني، التي ألهمتها «بمنطقها، وعقلانيتها الشديدة»، وعملتا معًا على دعم للحركة. طلب منها كير هاردي في عام 1905، أن تصبح منظِّمة متفرغة لأنشطة الاتحاد الاجتماعي والسياسي للمرأة مع حزب العمال.
نظمت بيلينغتون دعايةً ومظاهرات، كما في يوم 25 أبريل 1906، عندما كشفت عن لافتة «التصويت للنساء» من معرض السيدات أثناء المناظرة في مجلس العموم بغاية التهكم والهتاف. ألقي القبض على بيلينغتون في يونيو 1906، أثناء مشاجرة أمام منزل مستشار الخزانة أسكويث، واتُهمت بضرب وركل ضابط شرطة قام باعتقالها. زعمت بيلينغتون أن ضابط الشرطة أمسكها بقوة، مما تسبب في كدمات والتهاب في حلقها. رفضت الاعتراف بسلطة محكمة الصلح لأن النساء لم يلعبن أي دور في تحديد القوانين التي تعمل بها. حُكم عليها بغرامة قدرها 10 جنيهات إسترلينية أو شهرين في السجن، ورفضت دفع الغرامة أو أن تُدفع عنها. كانت أول ناشطة في حق تصويت المرأة في سجن هولواي. أٌفرج عنها خلافًا لرغبتها في غضون أيام بعد دفع الغرامة من قبل مجهول.
ساعدت بيلينغتون في وقت لاحق من يونيو 1906، في استجواب مرشح الحزب الليبرالي من قبل الاتحاد الاجتماعي والسياسي للمرأة في انتخابات هيدرسفيلد الفرعية عام 1906، وذلك مع إيميلين بانكيرست وآني كيني، ما أثار إعجاب الناشطة المحلية هانا ميتشل. سافرت إلى إسكتلندا لتنظيم نشاط للاتحاد هناك، حيث أعجبت خطبتها جاني آلان وأثرت فيها.
لم تكن بيلينغتون راضيةً عن رفض اقتراحاتها لتوجيه الاتحاد الاجتماعي والسياسي للمرأة في عام 1907، وأسفرت خلافاتها مع بانكيرست في افتراقها عن المنظمة.